# Liste der Mitglieder der Preußischen Akademie der Künste
Diese Liste enthält in alphabetischer Reihenfolge bekannte Mitglieder und Ehrenmitglieder der Preußischen Akademie der Künste.

## Architekten
- Jean Baptiste Broebes (um 1660–1733), Architekt, Kupferstecher
- Ludwig Hoffmann (1852–1932), Architekt
- Paul Mebes (1872–1938), Architekt
- Karl Friedrich Schinkel (1781–1841), Architekt, Stadtplaner, Maler, Grafiker
- Andreas Schlüter (1659–1714), Architekt, Bildhauer
- Theodor Fischer (1862–1938), Architekt, Stadtplaner[1]

## Bildende Künstler
- Ernst Barlach (1870–1938), Bildhauer, Schriftsteller, Zeichner
- Rudolf Belling (1886–1972), Bildhauer
- Carl Blechen (1798–1840), Landschaftsmaler
- Otto Brausewetter (1835–1904), Maler
- Fritz Burmann (1892–1945), Maler
- Alexander Calandrelli (1834–1903), Bildhauer
- Asmus Carstens (1754–1798), Maler
- Daniel Chodowiecki (1726–1801), Kupferstecher, Grafiker
- Moritz Coschell (1872–1943), Porträtmaler, Grafiker u. Illustrator
- Otto Dix (1891–1969), Maler, Grafiker
- Richard Friese (1854–1918), Maler
- Samuel Theodor Gericke (1665–1729), Maler
- François-Marius Granet (1775–1849), Maler
- Karl Hofer (1878–1955), Maler
- Friedrich Jügel (1772–1833), Kupferstecher
- Käthe Kollwitz (1867–1945), bildende Künstlerin
- Reinhold Lepsius (1857–1922), Porträtmaler
- Max Liebermann (1847–1935), Maler, Grafiker
- Johann Karl Mare (1773–1835), Kartenstecher
- Christian Möllinger (1787–1826), Uhrmacher, Oberhofuhrmacher des preußischen Königs
- Edvard Munch (1863–1944), Maler, Grafiker[2]
- Frédéric Reclam (1734–1774), Maler, Grafiker
- John Singer Sargent (1856–1925), Maler[3]
- Johann Gottfried Schadow (1764–1850), Grafiker, Bildhauer
- Karl Schmidt-Rottluff (1884–1976), Maler, Grafiker
- Karl Ferdinand Sohn (1805–1867), Maler
- Wilhelm Sohn (1829–1899), Maler
- Carl Steffeck (1818–1890), Maler, Grafiker
- Augustin Terwesten (1649–1711), Maler
- Karl Wilhelm Wach (1787–1845), Maler
- Emil Rudolf Weiß (1875–1942), Typograf, Grafiker und Maler
- Anton von Werner (1843–1915), Maler
- Joseph Werner (1637–1710), Historien-, Bildnis- und Miniaturmaler
- Heinrich Zille (1858–1929), Berliner Milieu-Maler
- Anders Zorn (1860–1920), Maler, Grafiker und Bildhauer[4]

## Musiker
- Woldemar Bargiel (1828–1897), Komponist, 1882–1897 1. Vorsteheramt der Meisterschule für Komposition
- Albert Becker (1834–1899), Komponist, Mitglied des akademischen Senats
- Heinrich Bellermann (1832–1903), Komponist, Chorleiter und Musikpädagoge
- Alban Berg (1885–1935), Komponist; 1930 auswärtiges Mitglied[5]
- Martin Blumner, 1891–1901 4. Vorsteheramt der Meisterschule für Komposition
- Max Bruch (1838–1920), Komponist, 1892–1913 3. Vorsteheramt der Meisterschule für Komposition
- Ferruccio Busoni (1866–1924), Komponist, 1921–1924 4. Vorsteheramt der Meisterschule für Komposition
- Albert Dietrich (1829–1908), Komponist, Kapellmeister
- Heinrich Dorn (1804–1892), Komponist und Kapellmeister
- Friedrich Gernsheim (1839–1916), Pianist, Dirigent, Komponist, 1901–1916 4. Vorsteheramt der Meisterschule für Komposition
- Theodor Gouvy (1819–1898), Komponist
- Eduard Grell (1800–1886), Komponist, Chorleiter und Musikpädagoge, 1882–1886 2. Vorsteheramt der Meisterschule für Komposition
- Joseph Haas (1879–1960), Komponist[5]
- Heinrich von Herzogenberg (1843–1900), Komponist, 1886–1891 3. Vorsteheramt der Meisterschule für Komposition und 1897–1900 1. Vorsteheramt der Meisterschule für Komposition
- Paul Hindemith (1895–1963), Komponist
- Engelbert Humperdinck (1854–1921), Komponist, 1900–1920 1. Vorsteheramt der Meisterschule für Komposition
- Heinrich Kaminski (1886–1946), Komponist, 1930–1932 1. Vorsteheramt der Meisterschule für Komposition
- Friedrich Kiel (1821–1885), Komponist, 1882–1885 3. Vorsteheramt der Meisterschule für Komposition
- Gerhard von Keußler (1874–1949), Komponist, Dirigent und Musikschriftsteller, 1936–1945 4. Vorsteheramt der Meisterschule für Komposition
- Arnold Mendelssohn (1855–1933), Komponist, Musikpädagoge
- Felix Mendelssohn Bartholdy (1809–1847), Komponist
- Otto Nicolai (1810–1849), Komponist, starb am Tag seiner Ernennung
- Hans Pfitzner (1869–1949), Komponist 1920–1929 1. Vorsteheramt der Meisterschule für Komposition
- Ernst Rudorff (1840–1916), Komponist, Musikpädagoge und Naturschützer[6]
- Carl Heinrich Saemann (1790–1860), Musikdirektor in Königsberg
- Philipp Scharwenka (1847–1917), Komponist, Musikpädagoge
- Xaver Scharwenka (1850–1924), Komponist, Pianist, Musikpädagoge
- Arnold Schönberg (1874–1951), Komponist, 1925–1933 4. Vorsteheramt der Meisterschule für Komposition
- Georg Schumann (1866–1952), Komponist, Pianist, Dirigent, 1913–1945 3. Vorsteheramt der Meisterschule für Komposition
- Franz Schreker (1878–1934), Komponist, 1932–1933 1. Vorsteheramt der Meisterschule für Komposition
- Richard Strauss (1864–1949), Komponist, 1917–1920 4. Vorsteheramt der Meisterschule für Komposition
- Wilhelm Taubert (1811–1891), Pianist, Komponist, 1882–1891 4. Vorsteheramt der Meisterschule für Komposition
- Carl Thiel (1862–1939), Organist, Kirchenmusiker
- Heinz Tiessen (1887–1971), Komponist und Dirigent[5]
- Max Trapp (1887–1971), Komponist, 1934–1945 1. Vorsteheramt der Meisterschule für Komposition

## Schriftsteller
- Hermann Bahr (1863–1934), Kritiker, Dramatiker, Schriftsteller
- Gottfried Benn (1886–1956), Lyriker
- Bertolt Brecht (1898–1956), Dramatiker, Lyriker
- Alfred Döblin (1878–1957), Schriftsteller
- Otto Christoph Eltester (1666–1738), Jurist, Lyriker
- Johann Wolfgang von Goethe (1749–1832), Dichter
- Gerhart Hauptmann (1862–1946), Dramatiker, Schriftsteller
- Arno Holz (1863–1929), Dichter, Dramatiker
- Ricarda Huch (1864–1947), Dichterin, Philosophin, Historikerin
- Bernhard Kellermann (1879–1951), Schriftsteller
- Heinrich Mann (1871–1950), Schriftsteller
- Thomas Mann (1875–1955), Schriftsteller
- Arnold Zweig (1887–1968), Schriftsteller